# لیورپول
لیورپول (به انگلیسی: Liverpool) شهری بندری در شمال غربی انگلستان واقع در منطقه مرزیساید است. این شهر در پای‌رود مِرزی قرار دارد. لیورپول در سال ۱۳۰۷ روستایی کوچک بود که در سال ۱۸۸۰ به یک شهر تبدیل شد. طبق تخمین سال ۲۰۲۲ جمعیت لیورپول ۴۹۶٬۷۷۰ نفر و جمعیت در این منطقه شهری ۲٬۲۴۱٬۰۰۰ بود، با این وجود لیورپول چهارمین منطقه شهری کم جمعیت در بریتانیا است. ساکنان بومی (سفیدپوستان) شهر آنفیلد اسکاوس خوانده می‌شوند. قدیمی‌ترین اجتماع چینی اروپا در لیورپول زندگی می‌کنند. در سال ۲۰۰۷ جشن هشت‌صد سالگی شهر لیورپول برگزار شد و یک سال بعد، این شهر در سال ۲۰۰۸ به عنوان پایتخت فرهنگی اروپا نام گرفت. یکی از شاخصه‌های شهرت آنفیلد در جهان، گروه راک بیتلز است. از دیگر شاخصه‌های شهرت این شهر برگزاری بزرگ‌ترین مسابقه سالانه اسب‌سواری در جهان به‌نام «گرند نشنال» و باشگاه فوتبال لیورپول هستند.

## مردمان شهر لیورپول
مردم لیورپول فوتبال دوست هستند. همچنین به شعر و شاعری و ادبیات اهمیت زیادی می‌دهند و اکثرشان اشعار زیادی را از شعرای بزرگ انگلستان حفظ هستند.
در مراکز تئاتر شهر، هر هفته تئاتری از نمایشنامه‌های شکسپیر برگزار می‌شود ساختمان یونیتی تئاتر این شهر قدمتی ۳۰۰ ساله دارد که همیشه مملو از تماشاچیان علاقه‌مند به تئاتر است.
یکی دیگر از علایق مردم شهر لیورپول این است که در تمامی مراسم مناسبتی، آتش‌بازی به راه می‌اندازند.
| دین در شهر لیورپول (۲۰۲۱) | دین در شهر لیورپول (۲۰۲۱) | دین در شهر لیورپول (۲۰۲۱) | دین در شهر لیورپول (۲۰۲۱) | دین در شهر لیورپول (۲۰۲۱) |
| ------------------------- | ------------------------- | ------------------------- | ------------------------- | ------------------------- |
| دین                       | دین                       |                           | درصد                      | درصد                      |
| مسیحی                     | مسیحی                     |                           | ۵۷٫۳٪                     | ۵۷٫۳٪                     |
| بدون دین                  | بدون دین                  |                           | ۲۹٫۴٪                     | ۲۹٫۴٪                     |
| دین اظهار نشده            | دین اظهار نشده            |                           | ۵٫۹٪                      | ۵٫۹٪                      |
| مسلمان                    | مسلمان                    |                           | ۵٫۳٪                      | ۵٫۳٪                      |
| هندو                      | هندو                      |                           | ۰٫۸٪                      | ۰٫۸٪                      |
| یهودی                     | یهودی                     |                           | ۰٫۴٪                      | ۰٫۴٪                      |
| بودایی                    | بودایی                    |                           | ۰٫۴٪                      | ۰٫۴٪                      |
| دیگر                      | دیگر                      |                           | ۰٫۵٪                      | ۰٫۵٪                      |

بنابر داده های سرشماری ۲۰۲۱ بریتانیا، از جمعیت لیورپول، ۸۴٪ سفیدپوست، ۵.۷٪ آسیایی، ۳.۵٪ سیاه‌پوست، ۳.۵٪ چند نژادی و ۳.۳٪ از نژاد های دیگر هستند.

## گردشگری
لیورپول به عنوان پایتخت فرهنگی اروپا در سال ۲۰۰۸ انتخاب شد که البته برای به دست آوردن این عنوان میلیون‌ها پوند خرج اصلاحات و نوسازی شد. مقامات مسئول در لیورپول حدود ۳۵۰ برنامه را تدارک دیدند تا سبب جذب گردشگران زیادی شوند. مطمئناً یکی از بزرگ‌ترین پیامدهای یک چنین موفقیتی، جلب سرمایه‌گذاری و جذب توریست بیشتر و در نتیجه درآمد سرشار برای این شهر خواهد بود. به این ترتیب بود که اقتصاد لیورپول توانست ۱۰۰ میلیون پوند افزایش درآمد کسب کند.

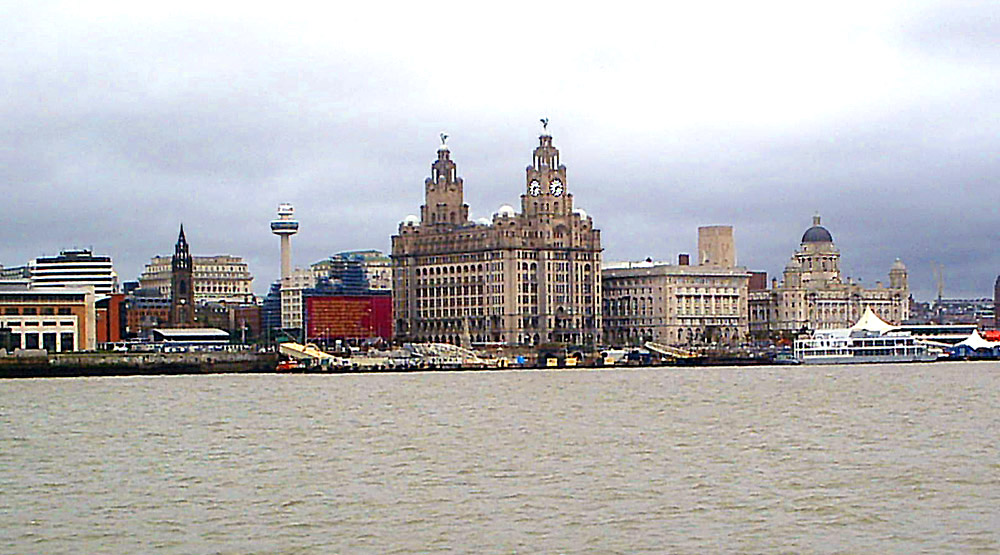

نوسازی لیورپول برای به دست آوردن عنوان پایتخت فرهنگی اروپا، شامل احداث یک سالن ۱۰ هزار نفری با هزینه‌ای ۱۵۰ میلیون پوندی بوده‌است.
از سوی دیگر بر فراز این شهر روزانه صدها کبوتر پرواز می‌کنند. این کبوتران که پس‌مانده‌ها فست فودها را می‌خورند و با مدفوعشان شهر را کثیف می‌کنند، مایه خجالت مردمان این شهر فرهنگی اروپا شده‌اند، لذا شهردار شهر لیورپول برای خلاص شدن از مشکلات جمعیت روزافزون کبوتران این شهر دست به دامان فناوری روباتیک شد، از این رو شاهین‌های روباتیک را بر فراز شهر به پرواز درآوردند تا سبب ترس و فراری دادن کبوتران شوند، این شاهین‌های مکانیکی بالهایشان را به هم می‌زنند و جیغ می‌کشند و کبوتران را می‌ترسانند این طرح هم ۲۰ هزار پوند هزینه دربرداشت.
گروه بیتلز به عنوان یکی از بهترین نمونه‌های موفق شهر باعث شده‌است تا لیورپول، خود رو به عنوان مکانی دارای ذخایر و پتانسیل‌های هنری و همچنین در زمینه‌های سیاسی و ورزشی در انگلستان شناخته شود.

## مکان‌های دیدنی
لیورپول بیش از ۲۵۰۰ بنا و ساختمان قدیمی با معماری باستانی دارد. آب‌نمای شهر که در لیست مکان‌های باستانی یونسکو قرار گرفته‌است. موزه داک مملو از اشیای باستانی می‌باشد و این مستثنای ۲۵۰ اثر تاریخی است.

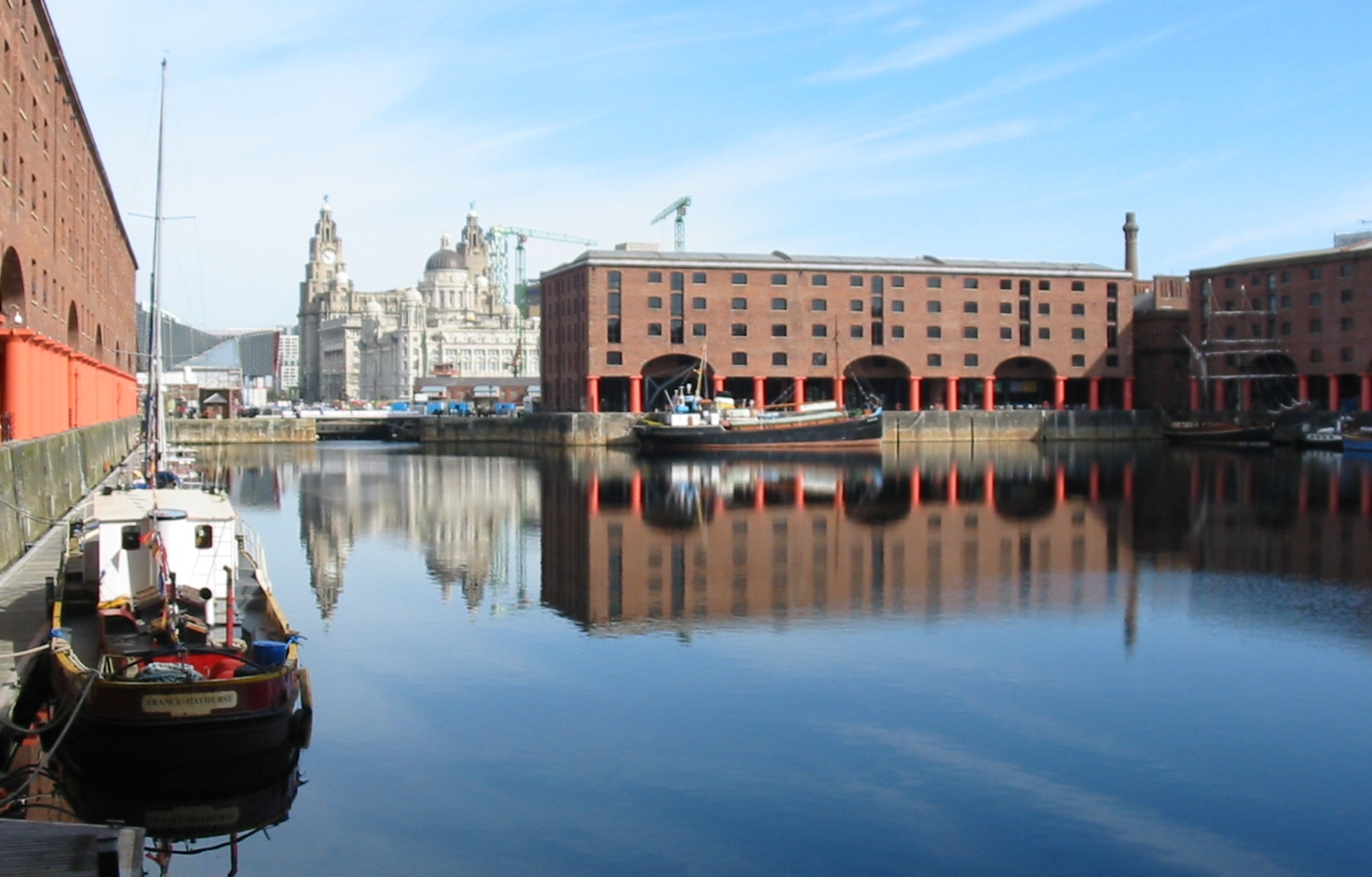
آلبرت داک یکی از بزرگ‌ترین مکان‌های جذب توریست در لیورپول است

مکان‌های عبادتی تاریخی ای همچون کلیسای سنت نیکلاس برای ارتدکس‌ها و کلیسای گوستاو آدولف برای کاتولیک‌ها در این شهر وجود دارد.
این شهر یک مسجد نیز دارد که برای مسلمانان این شهر به‌خاطر برگزاری مراسم آیینی مسلمانان از جمله نماز جمعه ساخته شده‌است، اکثر جمعیت مسلمان، پاکستانی و عرب هستند حتی در این شهر معابدی برای هندوها نیز وجود دارد که دارای قدمتی ۲۰۰ ساله است. لیورپول صاحب پنجمین کلیسای بزرگ دنیا می‌باشد.

## مراکز آموزشی
لیورپول دانشگاه‌های معتبری از جمله دانشگاه جان مورز لیورپول، دانشگاه لیورپول و سنت ادوارد و دانشگاه هوپ لیورپول که در این شهر پذیرای دانشجویان انگلیسی و مهاجران زیادی از دیگر کشورهای دیگر می‌باشد.

## ترابری

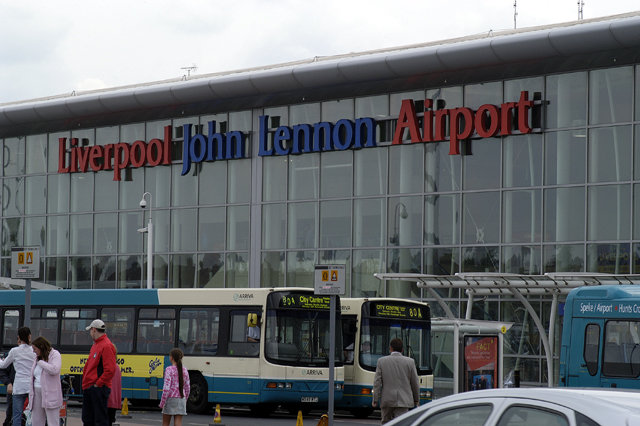
فرودگاه جان لنون لیورپول

هواپیما، قطار، اتوبوس و کشتی جزو وسایل نقلیه مهم این شهر می‌باشند.
برای مثال از لندن تا لیورپول می‌توان با هواپیما یا قطار یا اتوبوس سفر کرد. اما قیمت‌ها بسیار متفاوت هستند. ارزان‌ترین وسیله سفر به لیورپول قطار می‌باشد.
افرادی که از فرودگاه جان لنون قصد وارد شدن به شهر را دارند می‌توانند با اتوبوس‌های ارزان‌قیمت و بزرگ که جا برای چمدان‌های بزرگ هم دارد، نقل مکان کنند. قطارهای برقی نیز یکی دیگر از وسایل نقلیه مهم در این شهر هستند.

## ورزش

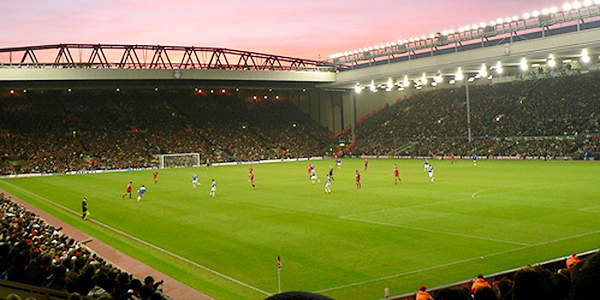
آنفیلد، استادیوم خانگی باشگاه لیورپول

مردم لیورپول به دلیل علاقه و اهمیت زیادی که به فوتبال می‌دهند در جهان شهرت یافته‌اند.
باشگاه فوتبال لیورپول در ورزشگاه آنفیلد و باشگاه فوتبال اورتون در ورزشگاه گودیسون پارک جزو مشهورترین باشگاه‌های دنیا می‌باشد که فوتبالیست‌های مشهوری در ۱۰۰ سال اخیر در این دو باشگاه قرمزپوش و آبی پوش توپ زده‌اند.
مردم لیورپول برای ورزش، ارزش خاصی قائل هستند. آنان در بسکتبال، کریکت، اسب دوانی و موتورسواری نیز مهارت زیادی دارند.